# 岡田利兵衞
岡田 利兵衞（おかだ りへえ、1892年（明治25年）8月27日 - 1982年（昭和57年）6月5日）は、国文学者。号は柿衞。聖心女子大学名誉教授。伊丹市長、伊丹市名誉市民。柿衞文庫設立者。逸翁美術館元館長。

## 経歴
1892年、兵庫県伊丹市生まれ。生家は江戸時代より続く酒造業を営む岡田家であり、22代目当主として利兵衛を襲名。1918年、京都帝国大学文科大学国文科を卒業。
卒業後は梅花女子専門学校で教鞭をとる。1937年10月から1939年7月まで伊丹町長をつとめた。戦後の1945年12月17日、第4代伊丹市市長に就任。1946年11月26日に退任するまで、戦後復興に尽力した。市長退任後は公職追放となった。
追放中の1948年11月、小林聖心女子学園の聖堂で末娘彰子とともにカトリックの洗礼を受ける。洗礼名はフランシス・トマ。翌1949年には、自宅でミサを行った（現：「王たるキリストカトリック伊丹教会」）。そして、その後は聖心女子大学教授をつとめた。1963年に聖心女子大学を定年退職し、名誉教授となった。
実家の建物は旧岡田家住宅として、国の重要文化財に指定されている。

## 受賞・栄典
- 1974年：ローマ教皇よりグレゴリオ・ナイト章を受ける[6]。

## 研究内容・業績

### 国文学者として
- 俳文学を専門とし、地元伊丹の俳人上島鬼貫をはじめとして、多くの俳人関連の資料を収集し、角川書店で『鬼貫全集』や『芭蕉の本 別冊』を刊行した。また春秋社で編著『芭蕉の筆蹟』を出している。
- 1937年に町長室を訪問した俳人により、郷土伊丹の俳人上島鬼貫の短編を入手したことをきっかけに、俳諧関連資料収集を開始する。
- 亡くなる直前に、多くの俳諧資料を集めた「財団法人柿衞文庫」を設立した。伊丹市では、同文庫と伊丹市立美術館との共同の建物を建設し、1984年に開館した。1960年に岡田が入手した元禄7年(1694年)の『おくのほそ道』清書本は岡田の号から「柿衞本」と通称されている[7]。

### 鳥類研究
- 1920年（大正9年）ごろから町長に就任する1935年(昭和10年)ごろにかけて、自宅庭に「岡田洋鳥研究所胡錦園」とする禽舎を設け、外国産鳥類の飼育と研究に熱中する。
- 山階芳麿らが創設した「鳥の会」に参加し、飼鳥展覧会の審査員や講演会の講師として活動する。その功績により昭和2年フランス馴化協会鳥類部よりメダルを授与される。その後、紫紺鳥の観察によりその区別を試み、瑠璃鳳凰(ルリホウオウ) の新種を発見し、昭和5年に発見者岡田の名を付して、山階によりProsteganura haagneri okadaiと命名された[8][9]。

## 町長・市長として
- 1937年（昭和12年）10月伊丹町長に就任。1939年（昭和14年）7月退任。町長時代には、日支事変のさなか出征兵士の見送り、軍人家族のための伊丹町軍人援護会の設置、戦死者の町葬執行などの政務に当たる。
- 第二次世界大戦後の戦後混乱期に市長を務め、帰還兵士の出迎えや傷病兵士の見舞い、生活物資の確保などの政務に努める。神津町との合併交渉を進め、離任する直前の昭和21年11月に合併の仮調印式を行う。

## 家族・親族
- 息子：岡田節人は生物学者。その妻は岡田瑛。音楽史学者の岡田暁生は孫にあたる。
- 娘：岡田彰子は逸翁美術館館長。

## 号(柿衞文庫)の由来
- 号の「柿衞」とは、柿を衞（まも）るの意味。大正10年5月23日に執筆された「江戸文学ト伊丹」と題する原稿が初見[10]。岡田家の中庭には樹齢350年を越える柿が植えられている。この柿のへたを下向きに置くと、低部に台があり、台の上に柿の実が乗っているように見えるので「台柿」と呼ばれる[11]。
- 文政12年10月22日、頼山陽が伊丹の剣菱酒造を訪れた際、酒宴で岡田家の台柿がデザートに供された。その柿を賞味した頼山陽は詩文を記し、同行していた田能村竹田は柿の実を描いた両者合作の「柿記」が岡田家に伝えられている。

## 著書
- 『俳人としての寿江女』岡田柿衛 山崎常治良 1942
- 『俳画の世界』淡交新社 1966
- 『芭蕉の風土』白川書院 国文叢書 1966
- 『芭蕉の筆蹟』春秋社 1968
- 『俳画の美 蕪村・月渓』豊書房 1973
- 『俳人の書画美術 第5巻 蕪村』集英社 1978
- 『岡田利兵衛著作集』（全4巻、八木書店、1997年-1998年）

1巻 芭蕉の書と画
2巻 蕪村と俳画
3巻 西鶴・近松・伊丹
4巻 鬼貫の世界

### 共編著・校注など
- 『小鳥』高野鷹蔵,鷹司信輔共著 朝倉書房 1952
- 『伊丹風俳諧全集 上巻』編 柳原書店 1940
- 『奥の細道画巻 蕪村筆維駒本』翻刻・解説 逸翁美術館 1967
- 『鬼貫全集』編 角川書店 1968
- 『古典俳文学大系 12 蕪村集』大谷篤蔵、島居清共校注 集英社 1972
- 『図説芭蕉』編 角川書店 1972
- 『伊丹文芸資料』編 伊丹資料叢書 1975